# 伏美岳
伏美岳（ふしみだけ）は、北海道の帯広市と河西郡芽室町の2市町にまたがる標高1,792mの山である。

## 概要
日高山脈北部に位置し、ピパイロ岳から東に伸びる尾根上に位置し、三角点はない。
昭和30年代に芽室町の山岳会である芽室山の会によってピパイロ岳への登山道が整備され、その際に無名峰であったこの山に名がついた。山名は地区名の「伏美」から取られている。「伏美」はかつて存在していた村である「伏古村」「美生村」から取った地名である。

## 登山
先述の通り登山道が存在する。
美生川沿いの道を走ると、新富村牛橋手前で伏美岳登山口に到着する。そこからはトムラウシ沢林道でニタナイ川を遡上する。以前は車両も通行可能であったが、現在は路体流出等のため徒歩でのみの通行となっている。林道終点に近づくと伏美小屋（伏美岳避難小屋）に到着し、そこから登山道となる。伏美小屋は無人小屋であるが水場やトイレが設置されている。登山道は整備されており、道中には「〇合目」と書かれた看板が設置されている。トムラウシ沢林道が閉鎖されているため、山頂までの時間が大幅に延びてしまっている。